# Бітово
Бітово (мак. Битово) — село у Північній Македонії, входить до складу общини Македонський Брод Південно-Західного регіону.
Населення — 63 особи (перепис 2002), за етнічним складом — усі македонці.

## Галерея

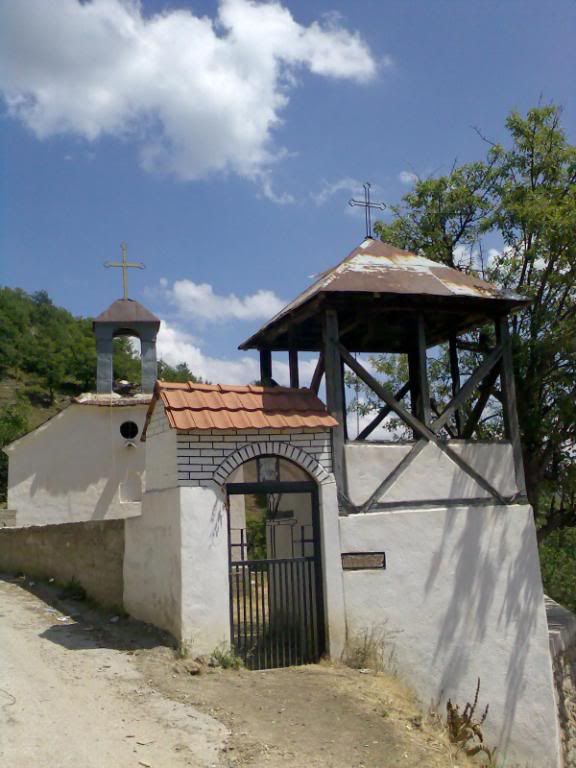
Церква Св. Миколая
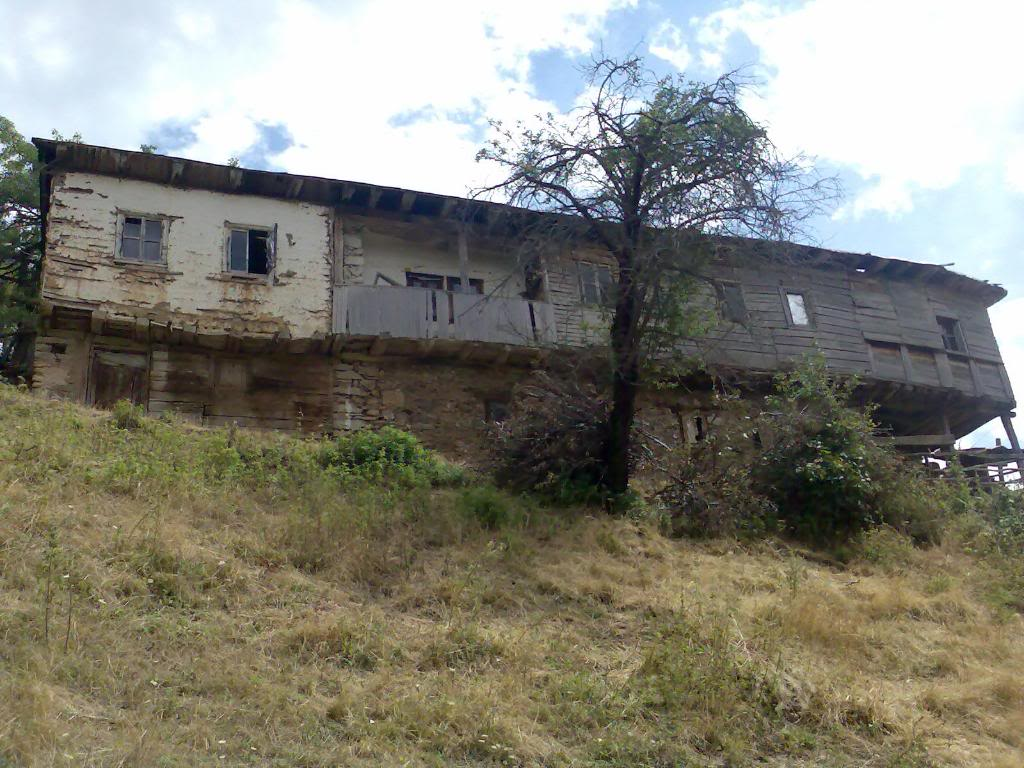
Стара будівля